# جسر تراجانوس
جسر تراجانوس بنى القيصر تراجانوس الجسر المعروف باسمه”جسر تراجانوس” فوق نهر الدانوب وجعل له عقوداً مجوفة من الخشب وأعمدة يقال إن ارتفاعها تجاوز الخمسين متراً وذلك عام 100 بعد الميلاد. وبنى الرومان عدداً من الجسور ومجاري المياه المتخذة فوق القناطر منها ما لا يزال موجوداً إلى يومنا هذا.